# 臺灣雲杉
臺灣雲杉（學名：Picea morrisonicola Hayata）為松科雲杉屬的植物，是台灣特有植物。分布在台灣等地，生長於海拔2,300m至3,000m的地區，常與台灣鐡杉和華山松混生。

## 别名
白松柏、新高唐檜、松蘿杜、台灣雲杉（臺灣物種名錄）。

## 分布地
台灣雲杉分佈於中央山脈海拔2,300~3,000m間之高地，包括丹大溪、楠梓仙溪、畢祿溪、沙里仙溪、陳有蘭溪、瑞岩溪和大甲溪等溪流的上游區域。

## 形態特徵
多年生常綠大喬木，樹幹通直，樹高最高可達 50 公尺，徑可達 2 公尺；樹皮褐色，常龜裂成細薄片；枝呈規則輪生，小枝細長、具葉枕，略呈下垂狀、淡褐色，光滑無毛。

### 葉
葉菱形，長 1.2~1.8 cm，寬 0.25~0.3 cm，先端銳尖，基部截斷狀；葉的橫切面寬度較長（高）度為大，有 2 邊生的樹脂溝。

### 花
單性花，雌雄同株，雄毬花腋生，圓柱形，直立或下垂，黃紅色，花藥縱裂開；雌毬花頂生於小枝上，3月開花。

### 果
毬果圓柱狀長橢圓形或長橢圓形，成熟時呈暗紫褐色，長 7~9 cm，徑 2~2.8 cm，下垂；果鱗長約 1.5 cm，寬約 1.2 cm，圓倒卵形，先端圓形，邊緣波狀或全緣，基部楔狀鈍形；苞鱗長約 0.5 cm，卵狀披針形；每果鱗下有種子兩枚，種子有翅，連翅長 1~1.2 cm，扁平，較種鱗為短。

## 木材性質
邊心材區別不明顯，材色黃白至白色，木理通直，木肌細緻。具樹脂溝。乾燥狀況良好，少反翹，但易端裂。刨削及其他加工容易，刨光面良好，塗裝性良好。耐蟻、防腐性中庸。

## 用途
觀賞、建材（針葉二級木）、家具、棺木、樂器、飛機、樽桶、合板、木筷、薄木片、造紙。

## 害蟲及蟲癭
害蟲：冷杉梢斑螟(Dioryctria abietella)，櫟毒蛾(Lymantria mathura)，茶色長金（青）龜(Heptophylla picea)，栗色凹胸天牛(Arhopala(megasemum) quadricostulatum)，擬玉蟲斯胖天牛(Spondylis buprestoides)
鳳梨狀蟲癭：Homoptera：Aphidoidea（同翅目：蚜總科），鳳梨狀蟲癭發生於初生枝條，節間縮縊膨大，針狀葉前端保留原形，基部膨大形成蟲室蓋子， 鳳梨狀癭體長約52mm，約13mm，呈綠色或紫紅色，屬於多室蟲癭。 葉基與枝條連接處形成蟲室， 每個蟲室內含一隻至數隻不等的蚜蟲。 成熟時蟲室蓋子開裂，形成羽化孔。

## 造林
台灣雲杉雖列為重要造林樹種之一。但施行雲杉育苗之地區不多，且僅實施象徵性造林。
苗圃播種期為1~3月，播種前先將種子浸水12~14小時，可促進發芽。播種量每平方公尺為0.05公升，約可生產幼苗1000株，經疏拔後即可獲正常生長，苗木有時生長遲緩，一年生可達3~5cm，二年生可達8~14cm，三年生不超過15~25cm，至少需移植兩次以上，育苗3~4年後即可出栽。
已可將種子4~6粒播於塑膠袋中，以育成容器苗，更適於高山造林，而提高成活率。
台灣雲杉的造林開始甚晚，僅在埔里林區濁水溪事業區34、35林班，巒大林區巒大事業區208、209林班，丹大事業區7~9林班，玉山林區對高岳事業區31林班及大雪山林區等地曾實施小面積之人工造林。由於苗木之生長遲緩，且造林地多在2,000m左右的灰化土地區，造林成果不佳，尚有許多困難有待克服。台大實驗林溪頭營林區（海拔1,150m）曾培育台灣雲杉幼苗，並栽植用於庭園景觀樹，生長呈灌叢狀，不夠挺立，四有海拔過低之感。
一般台灣雲杉造林以實生苗而行栽植造林為主，苗木培養3~4年後苗高達30~35cm時可出栽，於1~3月間造林，每公頃栽植1,800株以下。雲杉造林之處多為灰化土，開挖植穴必須掘至灰化層（E層），並使其與腐植土及礦質土混合，以利幼樹生長。栽植時如用塑膠帶苗，應確實將塑膠袋割破移除苗木，勿破壞土球小心栽植。雲杉造林後，一般需進行補植。